# Ginástica artística nos Jogos Olímpicos de Verão de 2004 - Barras paralelas
A final masculina das barras paralelas da ginástica artística nos Jogos Olímpicos de Verão de 2004 foi realizada no Olympic Indoor Hall de Atenas, em 23 de agosto.

## Medalhistas
| Ouro   | UKR Valeri Goncharov |
| Prata  | JPN Hiroyuki Tomita  |
| Bronze | CHN Li Xiaopeng      |

## Atletas classificados
- JPN Daisuke Nakano
- CHN Li Xiaopeng
- JPN Hiroyuki Tomita
- BLR Ivan Ivankov
- USA Paul Hamm
- FRA Yann Cucherat
- UKR Valeri Goncharov
- KAZ Yernar Yerimbetov

## Resultados
| Pos.              | Ginasta               | Nota A | Pen. | Total |
| ----------------- | --------------------- | ------ | ---- | ----- |
| Medalha de ouro   | UKR Valeri Goncharov  | 10.00  |      | 9.787 |
| Medalha de prata  | JPN Hiroyuki Tomita   | 10.00  |      | 9.775 |
| Medalha de bronze | CHN Li Xiaopeng       | 10.00  |      | 9.762 |
| 4                 | BLR Ivan Ivankov      | 10.00  |      | 9.762 |
| 5                 | JPN Daisuke Nakano    | 10.00  |      | 9.762 |
| 6                 | FRA Yann Cucherat     | 10.00  |      | 9.762 |
| 7                 | USA Paul Hamm         | 10.00  |      | 9.737 |
| 8                 | KAZ Yernar Yerimbetov | 10.00  |      | 9.737 |